# Chevrolet Cup 2001
Chevrolet Cup 2001 — тенісний турнір, що проходив на кортах з твердим покриттям у місті Вінья-дель-Мар, Чилі з 12 лютого . Належав до категорії ATP International Series, був турніром серії Chile Open 2001 року.

## Фінальна частина

### Одиночний розряд
Гільєрмо Кор'я —  Гастон Гаудіо 4–6, 6–2, 7–5

### Парний розряд
Лукас Арнольд Кер /  Томас Карбонелл —  Маріано Худ /  Себастьян Прієто 6–4, 2–6, 6–3